# Ein Yahav
Ein Yahav (en hebreo: עֵין יַהַב‎) es un moshav situado en el sur de Israel bajo la jurisdicción del Consejo Regional de Arava Central, a -100 m bajo el nivel del mar, en el norte del Valle de Aravá. Localizado a 12 km al sur de Hatzeva, entre los arroyos Yahav y Nikrot, es el primero y más grande de los moshavim de la región. En 2019 tenía una población de 742 habitantes, repartidos en más de 200 familias, y en 2022 alcanzaba los 856 habitantes, un crecimiento demográfico de más del 15%.

## Etimología
Su antiguo nombre romano-árabe, Ein Wibe, se incluye entre las diez fortalezas construidas por los romanos y fue la encrucijada importante desde Arava hasta Petra, el Yam HaMelaj, Beersheba y Eilat. Ein Yahav lleva el nombre del manantial Yahav, ubicado al suroeste del moshav.

## Historia
En 1950, miembros de Shahal, un movimiento para poblar las zonas áridas de Israel, establecieron una estación de experimentación agrícola en Ein Yahav. La estación fue abandonada y el 7 de octubre de 1953, los veteranos de las Fuerzas de Defensa de Israel se establecieron allí. En 1959 se estableció una comuna Nahal 5 km al este del original. En 1962 pasó a manos de moshavniks de alto nivel y en 1967 el asentamiento posteriormente se trasladó a su ubicación actual. Ein-Yahav tiene un aeródromo cercano (código de aeropuerto: EIY).

## Actividad económica
Ein Yahav ha desarrollado pimientos de color chocolate que combinan los beneficios nutricionales de los pimientos rojos y verdes. Sus otras actividades agrícolas incluyen la explotación de palmerales datileros, verduras de fuera de temporada y flores para la exportación. Otra especialidad es la cría de pavos.
Otras áreas económicas han ganado impulso en los últimos años, principalmente el turismo, y actualmente hay alrededor de 120 casas de huéspedes y B & B, y gran cantidad de emprendimientos independientes en una variedad de campos tales como el turismo, comercio, catering, galerías, talleres artísticos, y otros.

## Arqueología
Hay un antiguo sitio de fundición de cobre cerca de Ein Yahav. Una pequeña colina con laderas ennegrecidas, cubierta principalmente por escoria de cobre triturada, identifica los restos de los artefactos de fundición utilizados a fines de la Edad del Bronce Antiguo para fundir el cobre.

## Galería

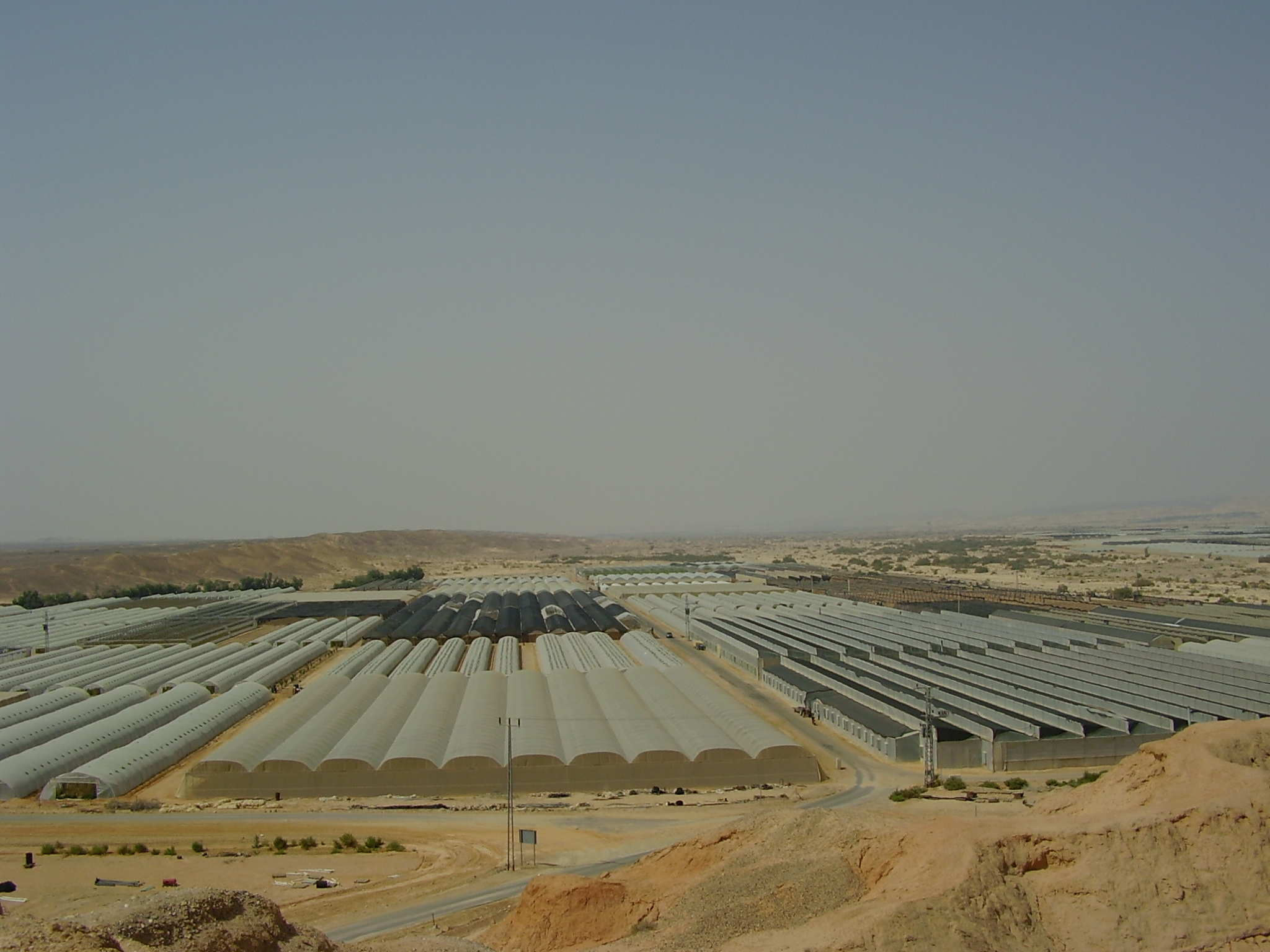
Invernaderos Ein Yahav.
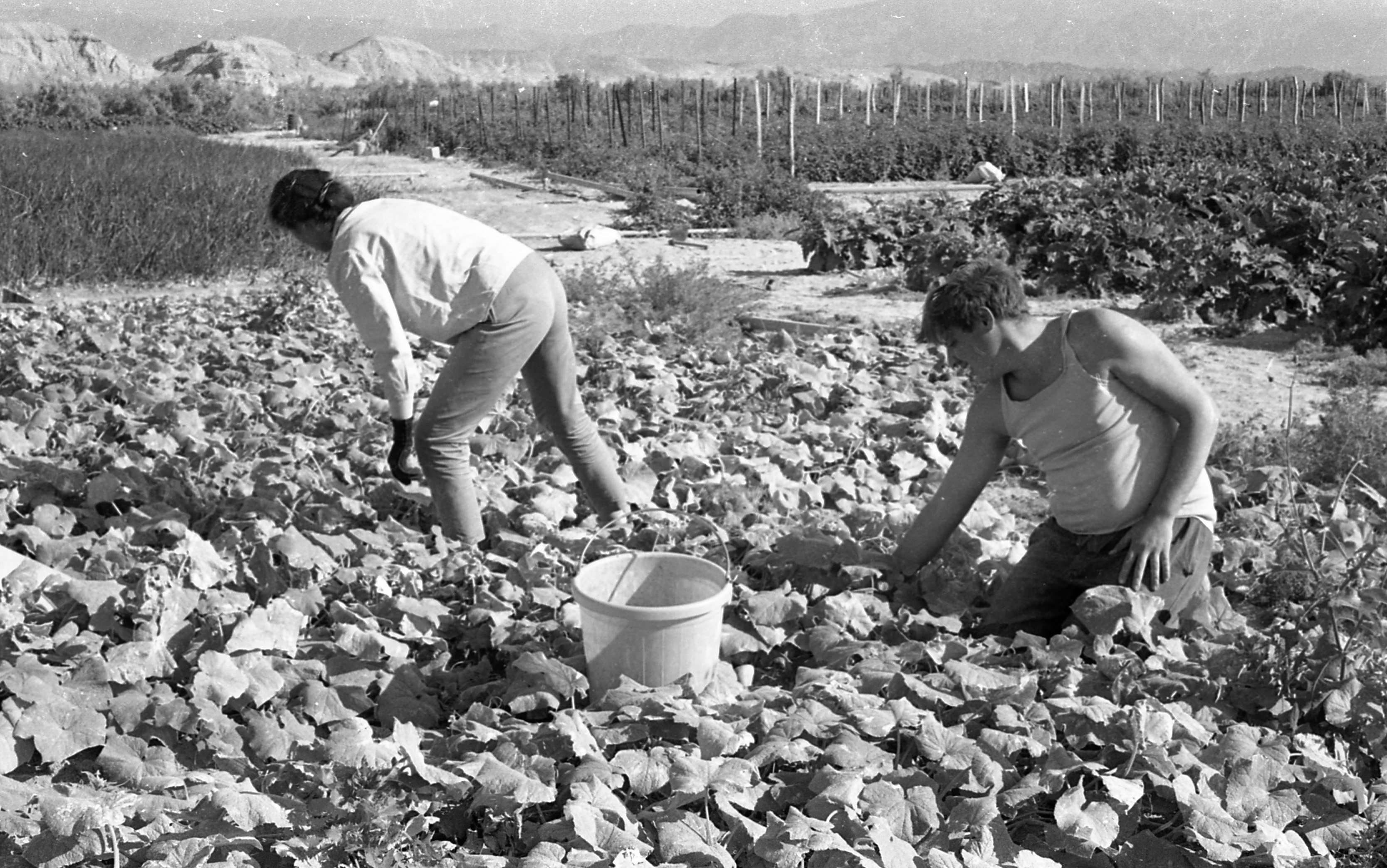
Ein Yahav, 1969.
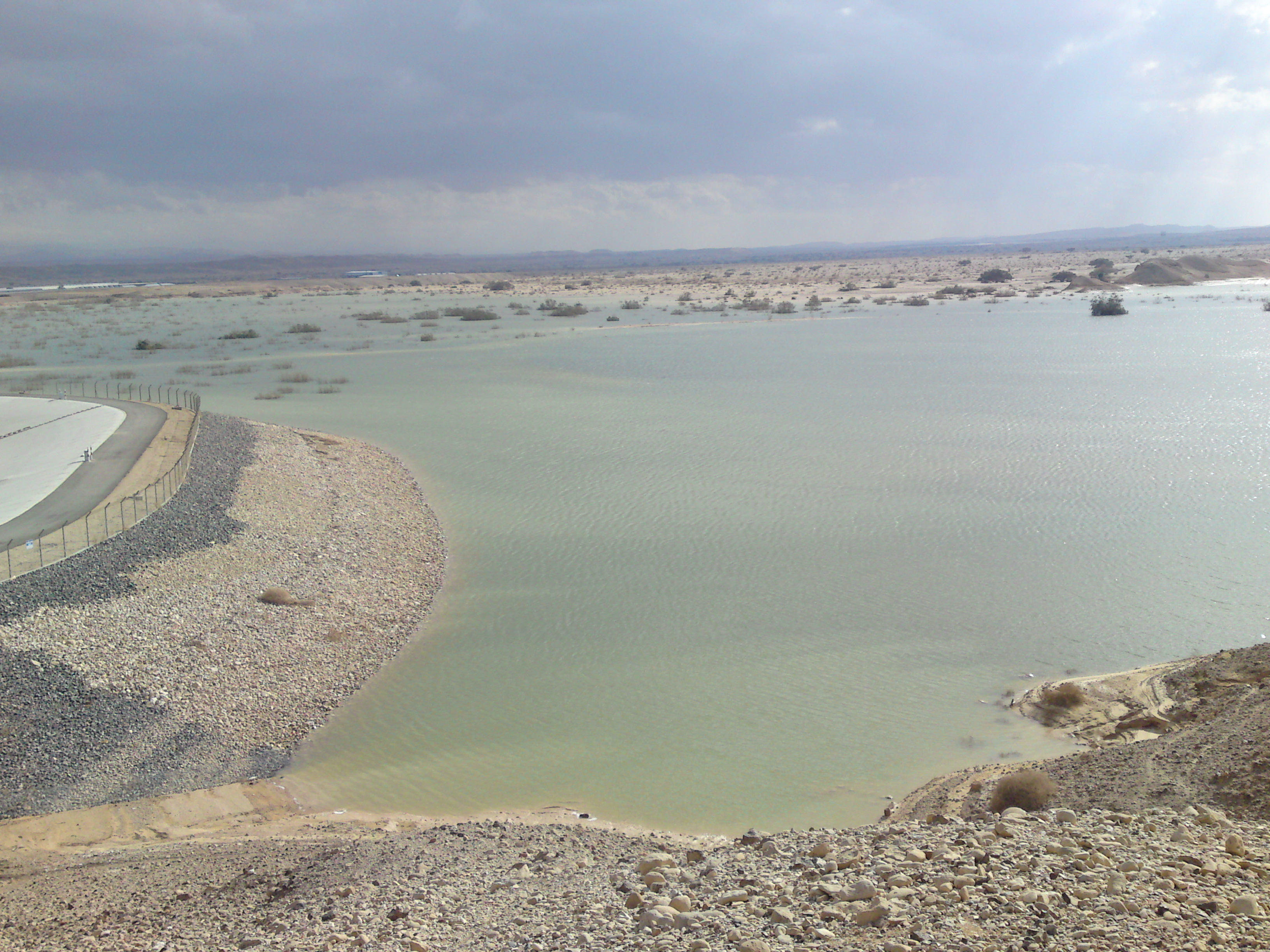
Embalse da agua en Ein Yahav.
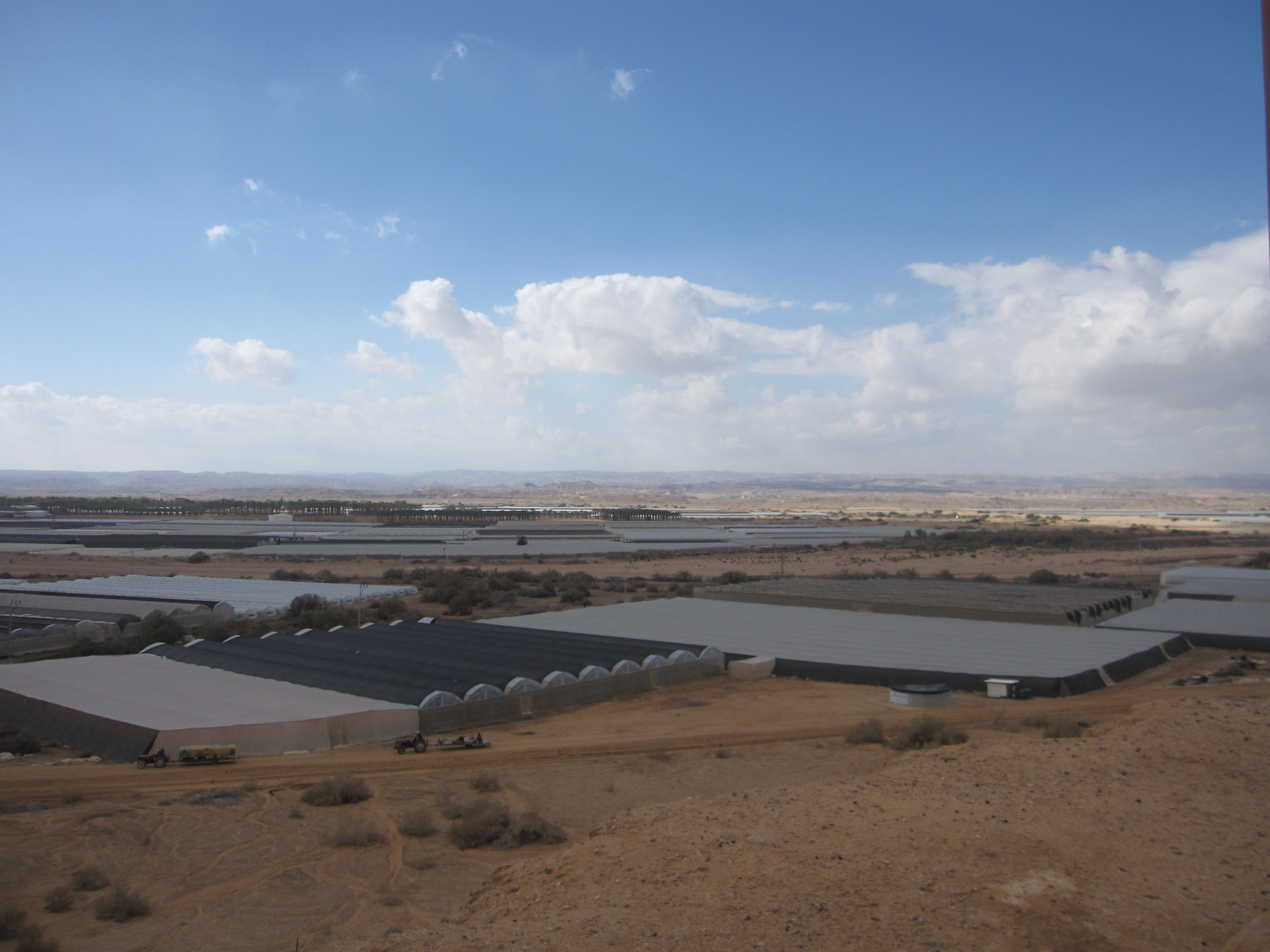
Agricultura del moshav.